# Салинас (Порторико)
Салинас (шп. Salinas) је општина у америчкој острвској територији Порторико, острвској држави Кариба.

## Демографија
По попису из 2010. године број становника је 31.078, што је 35 (-0,1%) становника мање него 2000. године.
| Група             | 2000.          | 2010.          |
| Белци             | 176 (0,6%)     | 153 (0,5%)     |
| Афроамериканци    | 3.293 (10,6%)  | 5.090 (16,4%)  |
| Азијати           | 40 (0,1%)      | 34 (0,1%)      |
| Хиспаноамериканци | 30.895 (99,3%) | 30.865 (99,3%) |
| Укупно            | 31.113         | 31.078         |